# クルーズプラネット
株式会社クルーズプラネット（英: Cruise Planet Co.,Ltd）は旅行業法に基づく旅行業者である。観光庁長官登録旅行業第1739号。
クルーズ客船を中心に、海外クルーズや国内クルーズ、フェリー等の販売を行っている。

## 概要
H.I.S.のグループ会社として、クルーズ旅行を中心とした旅行の企画・手配・販売を行っている。
世界のクルーズ客船を取扱う。

## 略歴
- 1999年3月2日 エイチ・アイ・エス会長 澤田秀雄の妻 澤田まゆみにより設立。新宿本社の他、横浜支店開設
- 2004年10月 大阪支店開設
- 2010年5月 銀座支店開設
- 2011年11月 名古屋支店開設
- 2012年4月 ホーランド・アメリカ・ライン 「ザーンダム」チャーター(神戸発着)
- 2012年5月 福岡支店開設
- 2012年10月 日本BS放送（BS11）放送番組「世界豪華客船紀行」の制作協力開始。インフォマーシャル放映
- 2013年4月 エイチ・アイ・エスと共同　コスタ クルーズ 「コスタ ビクトリア」チャーター3本催行[2]
- 2013年8月 エイチ・アイ・エスと共同で コスタ クルーズ 「コスタ ビクトリア」チャーター6本[3]
- 2014年4月 エイチ・アイ・エスと共同で ホーランド・アメリカ・ライン 「フォーレンダム」チャーター[4]
- 2014年4.5月 エイチ・アイ・エスと共同で コスタ クルーズ 「コスタ ビクトリア」チャーター4本催行[5]
- 2014年7月 コスタ クルーズに続きMSCクルーズの自動予約サイトオープン
- 2015年1月 エイチ・アイ・エスと共同で飛鳥Ⅱチャーター 新春クルーズ[6]
- 2015年5月 コスタ クルーズ 「コスタ ビクトリア」エイチ・アイ・エスと共同チャーター2本催行[7]
- 2015年8月 エイチ・アイ・エスと共同で「ダイヤモンド・プリンセス」　チャーター「阿波踊り・熊野大花火・瀬戸内海クルーズ」を催行[8]
- 2015年11月 「Travel zoo Newsflash Award」を受賞
- 2015年11月 MSCクルーズより「日本地区ベストFIT賞」「ベストオンライン賞」2冠受賞
- 2015年12月 （社）日本外航客船協会主催「クルーズ・オブ・ザ・イヤー2015」優秀賞受賞（2015年夏チャーター）[9]
- 2016年4月 BSジャパンにおいて「クルーズだより 世界の海から」の番組提供を開始
- 2016年4.5月 コスタ クルーズ 「コスタ ビクトリア」のチャータークルーズ2本催行[10]
- 2016年11月 ライン川のチャータークルーズ（バーゼル－アムステルダム）催行
- 2016年12月 自社内格安ブランド「CRUISE EXPRESS」を新設。千代田区麹町に新店舗をオープン
- 2017年3月 ノルウェージャン クルーズラインより「2016 Sales Excellence Award」を受賞
- 2017年11月 コスタ クルーズより「2017 Best Performance」を受賞
- 2018年1月 ノルウェージャン クルーズラインより「2017 Sales Excellence Award」を受賞
- 2018年8月 エイチ・アイ・エスとMSCクルーズ 「MSCスプレンディダ」チャータークルーズ実施[11]
- 2018年8月 本社拡張移転　新宿から有楽町東京交通会館ビルへ拡張移転
- 2019年5月 外国客船の日本発着専用「日本発着ツアーセンター」を東京・麹町に開設[12]
- 2023年4月 エイチ・アイ・エスとベストワンドットコムと3社共同「MSCベリッシマ」をGWにチャーター[13]
- 2023年7月 「MSCベリッシマ」Mighty Crown との協業によりレゲエをテーマにした「FAR EAST REGGAE CRUISE」チャーター
- 2023年8月 エイチ・アイ・エス、ベストワンドットコムとの3社で「MSCベリッシマ」2本チャーター[14]
- 2023年12月 （社）日本外航客船協会が主催する「クルーズ・オブ・ザ・イヤー2023」グランプリ賞（国土交通大臣賞）を受賞[15] MSCベリッシマ日本周遊クルーズで受賞

## ブランド
- LUSSO （ルッソ）最高級豪華客船のラグジュアリークルーズを添乗員同行、2名から催行する。LUSSOとはイタリア語で「上質な」「豪華な」という意味を持つ。
- CUORE（クオーレ） 日本出発時から添乗員が同行するツアー。飛行機から食事や宿泊費等まで全て含まれている。
- DUO（デュオ）　1名から催行。送迎などは主にHIS海外支店の現地係員が対応する。HISグループのスケールを活かしたツアー。

## 支店
- 有楽町本店 〒100-0006 東京都千代田区有楽町2-10-1 東京交通会館ビル6階
- 日本発着ツアーセンター 〒102-0083 東京都千代田区麹町1-10-5　澤田麹町ビル4階
- 横浜支店 〒220-0004　神奈川県横浜市西区北幸1丁目4番1号　横浜天理ビル10階
- 名古屋支店 〒450-0002 名古屋市中村区名駅4-10-25　名駅IMAIビル1階
- 大阪本店 〒530-0001 大阪市北区梅田1-8-17　大阪第一生命ビル12階
- 福岡支店 〒810-0004 福岡県福岡市中央区渡辺通4-9-20　渡辺地所福岡駅前ビル2F

## 代理店
- シーボーンクルーズライン日本地区優先販売代理店
- ホーランド・アメリカラインアジア地区販売総代理店
- コスタ・クルーズ日本地区優先販売代理店

## 参照
- 赤坂了生発行・吉岡哲巨編集(2010)「客船で行く新しい旅のスタイル2010　世界のクルーズ旅行」双葉社
- 「CRUISE」2023年 海事プレス社
- 国土交通省ホームページ　報道発表資料